# Síran hořečnatý
Síran hořečnatý (MgSO4) je síran hořčíku. Ve významném množství je rozpuštěn v mořské vodě. V bezvodé formě je silně hygroskopický, přirozeně se obvykle vyskytuje ve formě hydrátů, tj. sloučenin obsahujících krystalicky vázanou vodu. Nejčastější je heptahydrát MgSO4·7H2O nazývaný epsomská sůl, případně hořká sůl, mineralogicky epsomit. Minerály s jiným podílem krystalové vody se vyskytují méně často, některé krystalizují z roztoku o určité koncentraci, jiné jsou stabilní jen za určitých podmínek, například při nízké teplotě nebo vysokém tlaku. Při změně fyzikálních podmínek se může měnit podíl krystalové vody, jeden hydrát tak může přecházet na jiný.

## Historie
Epsomská sůl, přesněji heptahydrát síranu hořečnatého, byla poprvé získána v 17. století z hořkého slaného pramene poblíž města Epsom v anglickém hrabství Surrey. Odtud pochází i mineralogický název nerostu epsomit.
V roce 1837 Carl Julius Fritzsche objevil domnělý dodekahydrát (MgSO4·12H2O), nazývaný podle něj Fritzscheho sůl. Teprve v roce 2006 se prokázalo, že jde o undekahydrát (MgSO4·11H2O), který později získal mineralogický název meridianiit.
Prozatím nejnovější hydrát síranu hořečnatého byl objeven v roce 2017, jde o nonahydrát MgSO4·9H2O, který je stabilní při vysokém tlaku a teplotě hluboko pod bodem mrazu.

## Hydráty
Síran hořečnatý se obvykle vyskytuje ve formě hydrátů, z nichž nejběžnější je epsomit obsahující na jednu molekulu síranu 7 molekul krystalové vody. Existují však hydráty obsahující od jedné (monohydrát) po jedenáct (undekahydrát) molekul krystalové vody:
- monohydrát MgSO4·H2O, kieserit, krystalizuje v jednoklonné soustavě, vzniká krystalizací z mořské vody dehydratací z primárního epsomitu,[4][5]
- monohydrát β-MgSO4·H2O (samostatný mineralogický název nemá, někdy je označován jako β-kieserit), vyskytuje se při tlaku nad 2,72 GPa, krystalizuje v trojklonné soustavě, pravděpodobně se vyskytuje na Jupiterově měsíci Callisto,[6]
- MgSO4·1,25H2O nebo 4MgSO4·5H2O
- dihydrát MgSO4·2H2O, sanderit, krystalizuje v kosočtverečné soustavě,
- hemipentahydrát MgSO4·2,5H2O nebo 2MgSO4·5H2O
- trihydrát MgSO4·3H2O, vzniká rozkladem heptahydrátu (epsomitu) při teplotě 95 °C za současného vzniku nasyceného roztoku, při teplotě 105 °C se odpaří nadbytečná voda a zbude pevný trihydrát, při teplotě 115 °C se trihydrát rozkládá, část krystalové vody se odpaří a zbude směs monohydrátu a dihydrátu, jejichž poměr závisí na experimetnálních podmínkách, při teplotě 150 °C se odpaří další krystalová voda a zbude monohydrát, který je stabilní až do teploty 310 °C, kdy se odpaří zbývající krystalová voda,[7]

- tetrahydrát MgSO4·4H2O, starkeyit, krystalizuje v jednoklonné soustavě, vzniká (přes hexahydrát, viz níže) z epsomitu v aridních podmínkách[8]
- pentahydrát MgSO4·5H2O, pentahydrit krystalizuje v trojklonné soustavě,
- hexahydrát MgSO4·6H2O, hexahydrit, krystalizuje v jednoklonné soustavě, vzniká ve významnějším množství z epsomitu v aridních podmínkách[8]
- heptahydrát MgSO4·7H2O, epsomit (Epsomská sůl, hořká sůl), krystalizuje v kosočtverečné soustavě, vzniká vysrážením z roztoku při kyzovém zvětrávání dolomitu (kyselina sírová uvolněná z kyzových minerálů reaguje s uhličitanem hořečnatým)[9]
- nonahydrát (eneahydrát, enneahydrát) MgSO4·9H2O, jednoklonný, krystalizuje pravděpodobně i při nízkém tlaku z roztoku o určité koncentraci, je však za těchto podmínek nestabilní, vzniká rovněž rozkladem undekahydrátu (meridianiitu, viz níže) při teplotě 240 K a při zvyšování tlaku nad 0,8 GPa za současného vzniku ledu VI, objev tohoto nového hydrátu byl publikován v roce 2017, předpokládá se, že by se mohl vyskytovat na ledových měsících a planetách,[10][2]
- dekahydrát MgSO4·10H2O, hypotetický minerál (k roku 2017 nepotvrzen),
- undekahydrát MgSO4·11H2O, meridianiit, trojklonný, objevil jej již v roce 1837 Carl Julius Fritzsche, podle něhož byl nazýván Fritzcheho sůl, Fritzsche se však domníval, že jde o dodekahydrát (12 molekul krystalové vody, takto byl až do roku 2006 označován),[11] teprve v roce 2006 bylo prokázáno, že jde o undekahydrát,[12] mineralogický název získal v roce 2007 podle Meridiani Planum na Marsu, předpokládá se, že se tam v minulosti vyskytoval, za normálního tlaku krystalizuje z roztoku o určité koncentraci při teplotě pod +2 °C, při vyšší teplotě se rozkládá na heptahydrát a vodu, při teplotě 240 K a zvyšování tlaku nad 0,8 GPa se rozkládá na nonahydrát a led VI.[13]

Kromě toho může být síran hořečnatý součástí minerálů obsahujících další sloučeniny, například podvojných solí:
- langbeinit 2MgSO4∙K2SO4[3]
- leonit MgSO4∙K2SO4·4H2O
- pikromerit MgSO4∙K2SO4·6H2O[3]

## Výskyt
Ionty Mg2+ a SO 2-
4  jsou ve významných koncentracích obsaženy v mořské vodě i některých českých minerálních vodách (Šaratica, Zaječická hořká).
Bezvodý síran hořečnatý se vyskytuje vzácně, například na hořících uhelných haldách při vyšších teplotách.
Epsomit se často vyskytuje v chodbách důlních děl ve formě výkvětů, krápníků nebo agregátů

## Využití
Epsomská sůl (epsomit, hořká sůl) se používá vnitřně i zevně. Vnitřně se užívá jako projímadlo s cílem čištění organismu. Pro zevní použití se přidává do koupele ke zklidnění organismu, proti migréně, bolestem kloubů a proti zadržování vody v organismu. Vzhledem k poklesu množství hořčíku v lidském těle při nadbytku stresu je epsomské soli někdy přisuzována schopnost odbourávat stres, zlepšovat spánek a podporovat dobrou náladu, ač studie schopnost absorpce hořčíku přes lidskou pokožku nijak nedokazují, naopak mnoho z nich tento proces vylučuje a ukazují, že absorpce hořčíku orálně ve formě potravin či doplňků stravy je jedinou funkční variantou doplnění hořčíku.
Bezvodý síran hořečnatý je velmi hygroskopický ale zároveň ve většině organických kapalin nerozpustný. Je proto velmi dobrým desikantem, na vysoušení kapalných substancí se často přidává přímo do kapaliny a následně je filtrován. Používá se i v exsikátorech (zvláště v amatérské chemii) pro sušení pevných látek.
Epsomská sůl (epsomit) a kieserit jsou používány jako hnojiva, pokud je třeba rostlinám dodat hořčík a síru.
V medicínské praxi se roztok síranu hořečnatého používá ve formě injekcí nebo nitrožilně k léčbě křečových stavů, akutního nedostatku hořčíku například při déletrvajícím průjmu, v porodnictví k prevenci eklampsie a v  dalších stavech vyžadujících rychlé dodání hořčíku, který je součástí mnoha metabolických procesů.

## Zajímavost

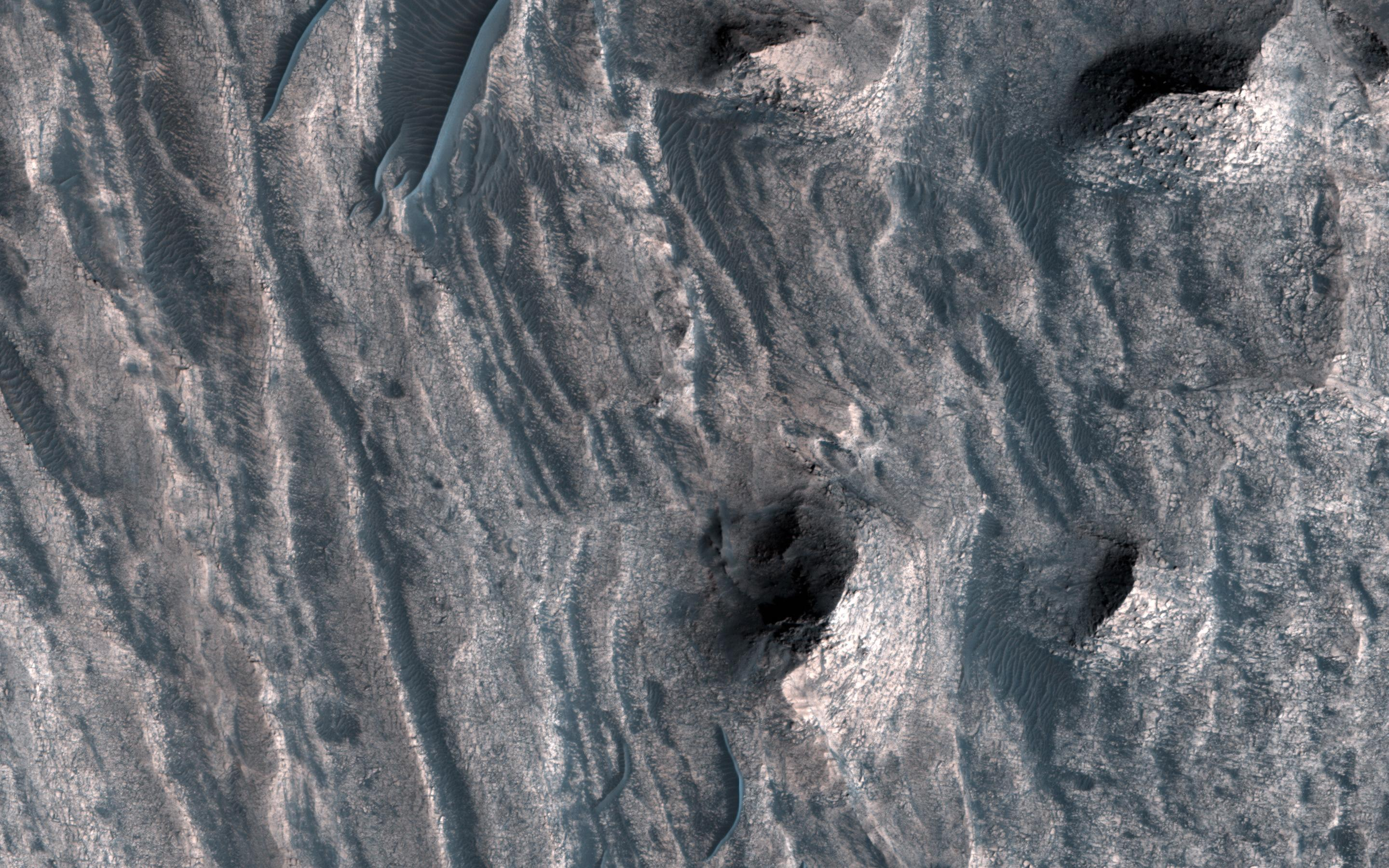
Západní stěna kaňonu Ceti Mensa, kde sonda Mars Express prokázala pomocí přístroje OMEGA přítomnost hydratovaných síranů, kieseritu a sádrovce, což je považováno za důkaz přítomnosti kapalné vody na povrchu Marsu v jeho minulosti

Přístroj OMEGA evropské sondy Mars Express identifikoval na povrchu Marsu hydráty síranu hořečnatého: kieserit, epsomit a hexahydrit, jde o jeden z důkazů přítomnosti kapalné vody na povrchu Marsu v minulosti.